# 연소

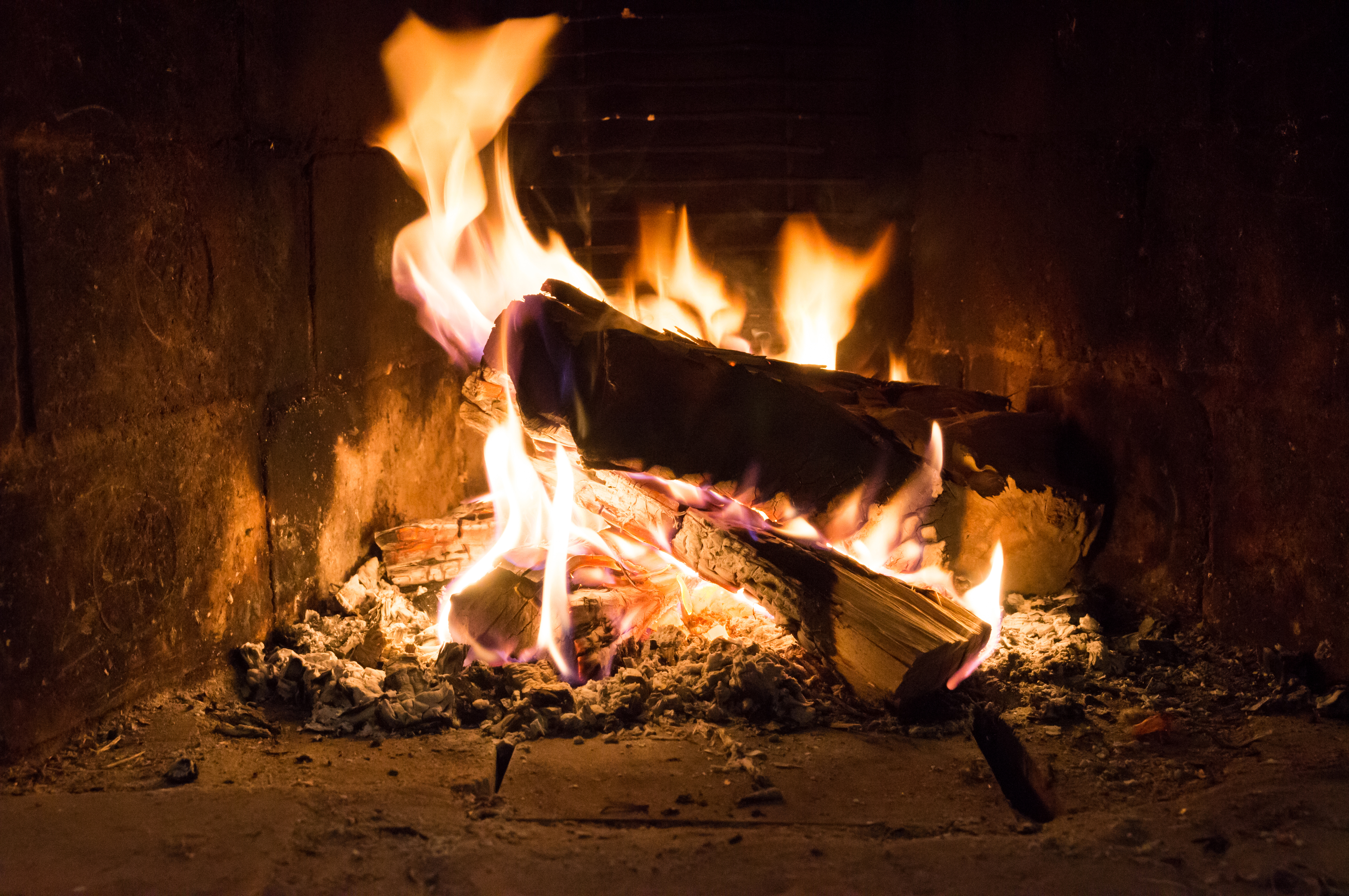
연소

연소(燃燒, 영어: combustion) 물질이 산소와 화합할 때 다량의 열과 빛을 발하는 현상을 말한다. 설탕이나 에탄올 등은 공기 중에서 가열되면 연소하지만 소금은 아무리 가열되어도 타지 않는다. 이와 같이, 물질에는 가열되면 타는 것과 타지 않는 것이 있다. 1630년에는 페리고르 지방의 의사인 랑세가 납과 주석을 불에 태우면 산화되어서 이 금속들의 양이 증가한다는 것을 설명했는데, 이것은 라부아지에보다 한 세기 앞서는 것이었다.
어떤 물질이 산소와 화합되는 현상을 산화작용이라 하며, 쇠에 녹이 난다든지 물질이 부패하는 경우처럼 매우 천천히 진행되는 것도 있지만 급격히 진행되는 경우도 있다.
연소란 빛과 열을 수반하는 급격한 산화반응이다. 리처드 파인만은 "산소원자가 탄소원자 근처로 접근할 때에는 에너지를 조금밖에 갖고 있지 않지만, 산소와 탄소가 결합할 대에는 한바탕 난리가 일어나서 주변의 다른 원자들에게도 그 여파가 전달된다. 즉, 운동에너지가 생성되는 것이다. 이 과정을 간단하게 표현하면, 연소다. 탄소와 산소가 결합할 때 주변에는 항상 열이 발생한다. 열은 뜨거운 기체분자의 운동으로부터 생성되는데, 어떤 특별한 환경에서는 열이 너무 많이 발생하여 빛이 나는 경우도 있다."라고 말했다.

## 종류

### 완전연소
완전연소의 경우, 반응 물질이 산소의 공급이 충분한 상태에서 완전히 타서 이산화탄소와 물을 발생시킨다. 이는 푸른 빛을 띈다.

### 불완전연소
불완전연소는 연료가 완전히 반응할 정도로 산소가 충분히 공급되지 않은 경우 발생하며 일산화탄소를 만들어낸다. 완전 연소와 달리 붉은 빛을 띈다.

## 연소의 조건
물질에는 설탕이나 에탄올과 같이 공기 중에서 가열하여 온도를 올리면 연소하는 것이 있다. 그러나 철 등 금속은 덩어리인 상태에서 아무리 가열해도 연소하지 않지만, 가는 섬유로 만든 스틸 울은 가열하면 잘 탄다. 마그네슘도 얇은 리본처럼 만들거나 가루로 만들면 가열에 의해 불꽃을 내면서 격렬하게 연소한다. 또, 구리 가루는 공기 중에서 가열하면 빛깔이 검게 변할 뿐이지만, 산소내에서 가열하면 빨갛게 되어 심하게 변화한다. 일반적으로 어떤 물질이나 공기 속에서보다 산소 속에서 더 세게 연소한다. 반대로 산소가 없는 곳에서는 에탄올이나 석유 등을 아무리 가열해도 연소하지 않는다.
이러한 사실로부터 물질이 연소하기 위한 조건들을 알아보면 다음과 같다.
1. 연소할 물질이 있어야 한다.
2. 가열하여 물질을 발화점 이상의 온도로 만들어야 한다.
3. 물질의 주위에 산소가 있어야 한다.
4. 연쇄반응이 일어나야 한다.

3번까지의 조건을 '연소의 3요소'라고 하며, 불꽃연소에서 추가로 발생하는 4번 조건까지를 '연소의 4요소'라고 한다.
물질을 잘게 부수거나 가루로 만들면 잘 타는 이유는 물질의 온도를 높이기 쉽고, 또 표면적이 증가하여 공기 속의 산소와 접촉하기 쉽게 되기 때문이라고 할 수 있다.

## 연소에 의한 생성물

### 물이나 이산화탄소가 생기는 물질
석유나 에탄올을 석면에 스며들게 하고 병 속에서 태우면 병 안쪽에 물방울이 맺힌다. 또, 이 병 속에 석회수를 넣고 잘 흔들면 석회수는 뿌옇게 흐려진다. 병 안쪽에 물방울이 맺히는 것은 물질이 연소하여 물(수증기)이 생긴 것을 나타내며, 석회수가 뿌옇게 흐려지는 것은 이산화탄소가 생긴 것을 나타내고 있다. 수소를 공기 중에서 연소시키면 물(수증기)이 생긴다. 또, 탄소를 공기(산소) 중에서 연소시키면, 탄소는 전부 없어지고 이산화탄소가 생긴다. 이러한 사실로부터, 석유나 에탄올이 연소하면 물이나 이산화탄소가 생기는 것은 연소하는 물질, 즉 석유나 에탄올에 수소나 탄소가 함유되어 있어, 그것들이 연소하여 물이나 이산화탄소가 된 것으로 생각된다. 따라서, 설탕·판자·밀랍·종이 등과 같이 공기 중에서 연소하여 물이나 이산화탄소를 생성하는 물질에는 수소나 탄소가 성분으로서 함유되어 있다고 할 수 있다. 철 등의 금속이나 황이 연소할 때 물이나 이산화탄소가 생기지 않는 것은 이들에 수소나 탄소가 함유되어 있지 않기 때문이다.

### 금속이나 황이 연소하여 생기는 것
스틸 울은 연소하면 검은 고체 물질(산화철)이 되며, 마그네슘은 흰 고체(산화마그네슘)로 변한다. 또, 황은 코를 찌르는 자극적인 냄새가 나는 기체(이산화황)를 내면서 연소하는데, 뒤에는 아무것도 남지 않는다. 이와 같이, 연소하여 생긴 생성물은 원래의 물질에 따라 다르고, 또 연소하는 모양(열이나 빛을 내는 모양)도 물질에 따라 다르다.

## 연소와 산소
양초가 타면 기체인 이산화탄소와 물이 생성되어 공기 속으로 빠져 나가고, 양초의 질량은 줄어든다. 스틸 울이나 마그네슘은 연소하면서 질량이 커진다. 즉, 이들이 타서 생긴 산화철이나 산화마그네슘의 질량은 원래의 스틸 울이나 마그네슘의 질량보다 크다는 것을 알 수 있다.
스틸 울이나 마그네슘이 연소하는 데는 산소가 필요하며, 또한 연소에 의해서 생긴 물질의 질량이 연소하기 전의 물질의 질량보다 커졌다는 사실을 생각할 때, 연소로 생긴 물질 속에는 산소가 들어갔다고 할 수 있다. 이것은 연소에 의해서 산소와 물질이 결합되었음을 말해 준다. 양초나 에탄올을 공기 속에서 가열하면 열과 빛을 내면서 연소하여 물과 이산화탄소를 생성하는데, 물은 수소와 공기 속의 산소가 결합하여 생긴 물질이고, 이산화탄소는 탄소와 공기 속의 산소가 결합하여 생긴 물질이다. 이와 같이, 물질이 열과 빛을 발생시키면서 산소와 결합하는 것을 연소라고 한다.
스틸 울이나 마그네슘도 공기 중에서 가열하면 빛과 열을 내면서 연소하여 산소와 결합해서 각각 산화철과 산화마그네슘이 된다. 이와 같이, 물질이 연소하면 원래의 물질과 다른 물질이 생긴다. 이러한 변화도 화학적 변화의 하나이다.

## 같이 보기
- 불
- 보일러
- 한국연소학회
- 작열연소